# High Definition Compatible Digital
High Definition Compatible Digital eller HDCD är ett digitalt ljudmedium på optisk skiva. Det utvecklades av Pacific Microsonics, och introducerades 1995. År 2000 förvärvades rättigheterna av Microsoft.

### Fotnoter
1. ↑  ”Home Technology Emagazine - Classic Home Toys Installment #19 The Final CD Format: HDCD” (på engelska). Hometoys. 30 november 2008. Arkiverad från originalet den 21 juni 2015. https://web.archive.org/web/20150621233156/http://www.hometoys.com/article/2008/11/classic-home-toys-installment-19-the-final-cd-format-hdcd/1106/. Läst 21 juni 2015.